# Pubbliredazionale
Il pubbliredazionale, o articolo pubbliredazionale, è un'informazione pubblicitaria impaginata e redatta similarmente ad un normale articolo di giornale.
Data la possibilità di confusione tra un normale articolo ed il pubbliredazionale, la legge prevede che venga dichiarato esplicitamente come pubblicità, attraverso l'apposizione, sopra il titolo, della scritta "informazione pubblicitaria".
Il termine pubbliredazionale viene spesso utilizzato, in forma dispregiativa, per indicare gli articoli redazionali il cui contenuto risulti essere palesemente promozionale a favore del personaggio o dell'azienda trattati nel testo.

## Tipi
I pubbliredazionali possono essere classificati in tre tipi:
- pubbliredazionali di immagini: l'organizzazione che gestisce l'annuncio vuole produrre una visione favorevole dell'organizzazione o dei suoi prodotti tra i lettori.
- pubbliredazionali di patrocinio: l'organizzazione vuole spiegare il proprio punto di vista su un argomento controverso.
- pubbliredazionali di giornalismo: l'organizzazione desidera attirare l'attenzione dei media su un argomento o su se stessi. Il loro obiettivo potrebbe essere quello di ispirare storie scritte in modo indipendente sulla loro area di interesse, essere citati in storie correlate o influenzare il modo in cui i giornalisti scriveranno su un argomento in futuro.

## Pubblicazioni
I pubbliredazionali differiscono dagli annunci tradizionali in quanto sono progettati per assomigliare agli articoli che compaiono nella pubblicazione. La maggior parte delle pubblicazioni non accetterà annunci che assomigliano esattamente alle storie del giornale o della rivista in cui appaiono. Le differenze possono essere sottili e le dichiarazioni di non responsabilità, come la parola "pubblicità", possono o non possono apparire. A volte vengono utilizzati termini che descrivono l'annuncio pubblicitario come "funzione promozionale speciale" o "sezione pubblicitaria speciale". Il tono dei pubbliredazionali è solitamente più vicino a quello di un comunicato stampa che a quello di una notizia oggettiva.
I pubbliredazionali possono anche essere stampati e presentati come un'intera sezione di giornale, inseriti nello stesso modo all'interno di un giornale come volantini del negozio, sezioni di fumetti e altri contenuti non editoriali. Queste sezioni vengono solitamente stampate su un tipo più piccolo di foglio largo e carta da giornale diversa rispetto alla carta effettiva, insieme a diversi tipi di carattere e layout di colonna. Molti giornali e riviste assegneranno a scrittori del personale o liberi professionisti la scrittura di pubbliredazionali, di solito senza un credito di firma. Una delle principali differenze tra l'editoriale regolare e quello pubblicitario è che i clienti di solito hanno l'approvazione del contenuto dei pubbliredazionali, un lusso che di solito non viene fornito con l'editoriale regolare.
Una pratica correlata è la creazione di materiale che assomiglia ai media tradizionali (ad esempio un giornale o una rivista) ma che è effettivamente creato da un'azienda per commercializzare i suoi prodotti. Un esempio noto sono le riviste di bordo delle compagnie aeree, che possono contenere rapporti sulle destinazioni di viaggio verso cui vola la compagnia aerea.
Nel 1996, una società con sede nel Regno Unito chiamata Parkway Publishing ha iniziato a pubblicare pubbliredazionali pubblicitari. Parkway ha iniziato ad arruolare clienti e ha creato PRPro per funzionare come PR tramite pubblicità con grande successo. L'industria artigianale è ora ampiamente utilizzata e considerata di grande successo. Sheldon Schorr, il presidente di Parkway, era un leader nella creazione di pubbliredazionali e inseriva centinaia all'anno in decine di periodici, in particolare riviste, utilizzando citazioni, riferimenti di marchi e miglioramenti commerciali, "intesi a completare passivamente e passivamente il marchio di un'azienda o di persone. più conveniente di qualsiasi altra forma di contenuto editoriale con un successo molto maggiore di un comunicato stampa ". Storicamente, i pubbliredazionali erano meno malvisti e i giornali avrebbero persino "mostrato come la pubblicità sulle riviste sta servendo il pubblico".

## Televisione
I pubbliredazionali in televisione sono più lunghi dei tipici annunci televisivi. Di solito vengono riprodotti su canali via cavo e satellitari, che sono meno costosi della televisione trasmessa. Possono includere una trama o una trama per aumentare il valore dell'intrattenimento per gli spettatori e quindi mantenere la loro attenzione più a lungo.
I programmi diurni con discorsi leggeri progettati per attirare principalmente un pubblico femminile utilizzano spesso segmenti pubblicitari che presentano presentazioni di prodotti, servizi e pacchetti da parte delle aziende. Un rappresentante di un'azienda discuterà con un ospite regolare, oltre a fare forse un'offerta speciale per gli spettatori.

### Australia
In Australia, i programmi diurni con discorsi leggeri e pubblicità sono stati nei palinsesti televisivi dalla fine degli anni '60. Uno dei primi è stato Good Morning Melbourne con Roy Hampson e Annette Allison, iniziato nel 1967 seguito da Good Morning Sydney nel 1978, condotto da Maureen Duvall. Nine Network ha prodotto spettacoli simili come In Sydney Today e In Melbourne Today, poi fusi in Ernie e Denise nel 1994. Sono stati seguiti da un programma nazionale iniziato nel 1992 su Network Ten chiamato Good Morning Australia (ex The Morning Show) con Bert Newton. Questo successo di quello spettacolo ha spinto il Nine Networklanciare un programma in competizione nel 2002 presentato da Kerri-Anne Kennerley intitolato Mornings with Kerri-Anne, successivamente abbreviato in Kerri-Anne. The Seven Network ha seguito l'esempio con uno spettacolo con Denise Drysdale chiamato Denise prima del debutto di The Morning Show nel 2007. Network Ten aveva 9am con David e Kim dal 2006, che è stato sostituito da The Circle nel 2010. Nel novembre 2011, Nine Network ha cancellato Kerri Anne, che è stato sostituito da un nuovo programma intitolato "Mornings", presentato in anteprima nel 2012 da Sonia Kruger e David Campbell. Successivamente è stato rinominato come Today Extrail che significa che lo spettacolo era più vicino al telegiornale della colazione di Nine Today. Questi programmi presentano un formato di spettacolo diurno tradizionale di segmenti di conversazione leggera, salute, bellezza, moda e ricette insieme a segmenti pubblicitari sparsi per tutto lo spettacolo. I pubbliredazionali sono generalmente ospitati da host pubblicitari regolari che interagiscono con i rappresentanti aziendali. I conduttori principali dello spettacolo di solito non interagiscono con gli ospiti della pubblicità o con i rappresentanti delle imprese. I pubbliredazionali sono regolati dal Codice di condotta dell'industria televisiva commerciale, che è stato registrato dall'Australian Broadcasting Authority.

### India
In India, il nesso tra società di televisione via cavo, giornali popolari e partiti politici è venuto in primo piano in un documentario del 2011 realizzato da Prasar Bharati che ha rivelato che la proprietà di sette delle dieci più grandi società di media in India era collegata a qualche partito politico. A ciò è stato dato ulteriore credito ai rapporti sulle notizie a pagamento apparse nel 2015-18 su giornali e canali indiani selezionati che collegavano gli oscuri legami tra i due maggiori partiti politici BJP e il Congresso, denaro nero e pagamenti effettuati ai canali dei media per dipingerli sotto una luce migliore. Nel 2018 un'operazione di puntura soprannominata "Cobrabost 136" da Cobrapost, un'agenzia di giornalismo investigativo indiano ha mostrato video di incontri tenuti con le 15 più grandi società di media, che hanno accettato di pubblicare/trasmettere informazioni fuorvianti e motivate a livello comunitario e politico come campagna in cambio di pagamenti, instradate attraverso società pubblicitarie e di PR.

### Stati Uniti
Negli Stati Uniti, la televisione diurna prodotta localmente è cresciuta a metà degli anni 2000 quando le stazioni televisive locali (in particolare quelle con la NBC e Fox Networks, dove la NBC ha rinunciato alla maggior parte del tempo di programmazione) hanno visto l'ora della rete nelle mattine dei giorni feriali dopo le 9 del mattino tornate al controllo locale e ha visto nuovi talk show nazionali fallire o non attirare il giusto gruppo demografico in una fascia oraria. A cominciare da Daytime sulla stazione Media General WFLA-TV a Tampa, Florida all'inizio degli anni 2000, un nuovo formato che presentava la struttura di uno spettacolo diurno tradizionale prodotto localmente con il solito formato di discorsi chiari, funzioni sulla salute, consigli di bellezza e segmenti di ricette che era popolare fino all'inizio degli anni '90 (quando l'espansione dei telegiornali divenne molto forma di entrate meno costosa e più affidabile). Alcuni di questi spettacoli, come ad esempio WKBW-TV 's AM Buffalo a Buffalo, New York, senza soluzione di continuità ha fatto il passaggio da uno spettacolo tradizionale discorso locale per un programma pagato con poco preavviso.
Questo tipo di programma di solito prevede discorsi chiari progettati per attirare principalmente un pubblico femminile, e quindi la presentazione di prodotti, servizi e pacchetti da parte delle imprese locali; per esempio un sistema di impermeabilizzazione del seminterrato potrebbe essere discusso dal rappresentante di un'azienda in quell'attività con i padroni di casa, insieme a forse un'offerta speciale per i telespettatori. Come in Australia, per evitare problemi di conflitto di interessi con le loro controparti redazioni locali, gli host dei pubbliredazionali non hanno comunicazioni con quelle personalità nel reparto notizie in diretta, né menzionano notizie dell'ultima ora o eseguono un passaggio di consegne al redazione per ulteriori dettagli.
Nei giornali statunitensi, ad esempio, ExxonMobil ha acquistato un inserzionista posizionato accanto alla pagina editoriale del New York Times ogni giovedì tra il 1972 e il 2001.

## Radio
Alla radio, i pubbliredazionali possono includere discussioni tra un annunciatore o un DJ e il rappresentante di un'azienda. La discussione può contenere testimonianze dei clienti o l'approvazione personale dell'annunciatore. I prodotti presentati possono spaziare da fornitori di telefoni cellulari/via cavo/satellitari, assicurazioni, finanziamenti, assistenza auto, agenzie di viaggio e prossimi concerti o uscite musicali.

### Australia
Il "cash for comment affair" è stato uno scandalo australiano scoppiato nel 1999, riguardante la pubblicità a pagamento in radio che è stata presentata al pubblico in modo tale da suonare come un commento editoriale.

## Questioni legali
Nel Regno Unito, la Advertising Standards Authority richiede che i pubbliredazionali siano chiaramente contrassegnati come tali. In un caso, il quotidiano scozzese The Heraldha pubblicato un servizio intitolato "Professional Brief" che era stato presentato dai contabili francesi Duncan Chartered Accountants con sede a Glasgow. Secondo una denuncia, non indicava chiaramente che si trattava di una pubblicità a pagamento. Il giornale ha sostenuto che, poiché si trattava di una "colonna sponsorizzata" ed è stato indicato che le opinioni espresse erano quelle dell'autore, non doveva riferirsi ad essa come una pubblicità. L'ASA ha risposto che, poiché il pagamento è stato dato in cambio della pubblicazione delle colonne e poiché il contenuto è stato fornito dagli operatori di marketing piuttosto che dal giornale, hanno preso in considerazione le pubblicità delle colonne e hanno richiesto che indicassero altrettanto.
Per le riviste negli Stati Uniti spedite al tasso di pubblicazione, il servizio postale ha regolamenti su come contrassegnare editoriali e pubblicitari. Il Domestic Mail Manual afferma che ai sensi della 18 USC 1734, "se viene pagato, accettato o promesso un corrispettivo di valore per la pubblicazione di qualsiasi editoriale o altro materiale di lettura in una pubblicazione di periodici, tale argomento deve essere chiaramente contrassegnato come" pubblicità "dall'editore. Quando un singolo un articolo di editoria a pagamento o altro materiale di lettura occupa più di una pagina, è sufficiente contrassegnare "pubblicità" nella prima pagina. La parola "pubblicità" può essere inclusa in una dichiarazione che spiega perché il materiale è contrassegnato come "pubblicità". Tale affermazione deve essere ben visibile sulla prima pagina del materiale e la parola "pubblicità" nella dichiarazione deve essere in grassetto o in corsivo o comunque enfatizzata in modo che possa essere chiaramente vista. I redattori o gli editori che stampano tale materiale senza contrassegnarlo chiaramente come "pubblicità" sono soggetti a una multa non superiore a 500 dollari".

## Esempi

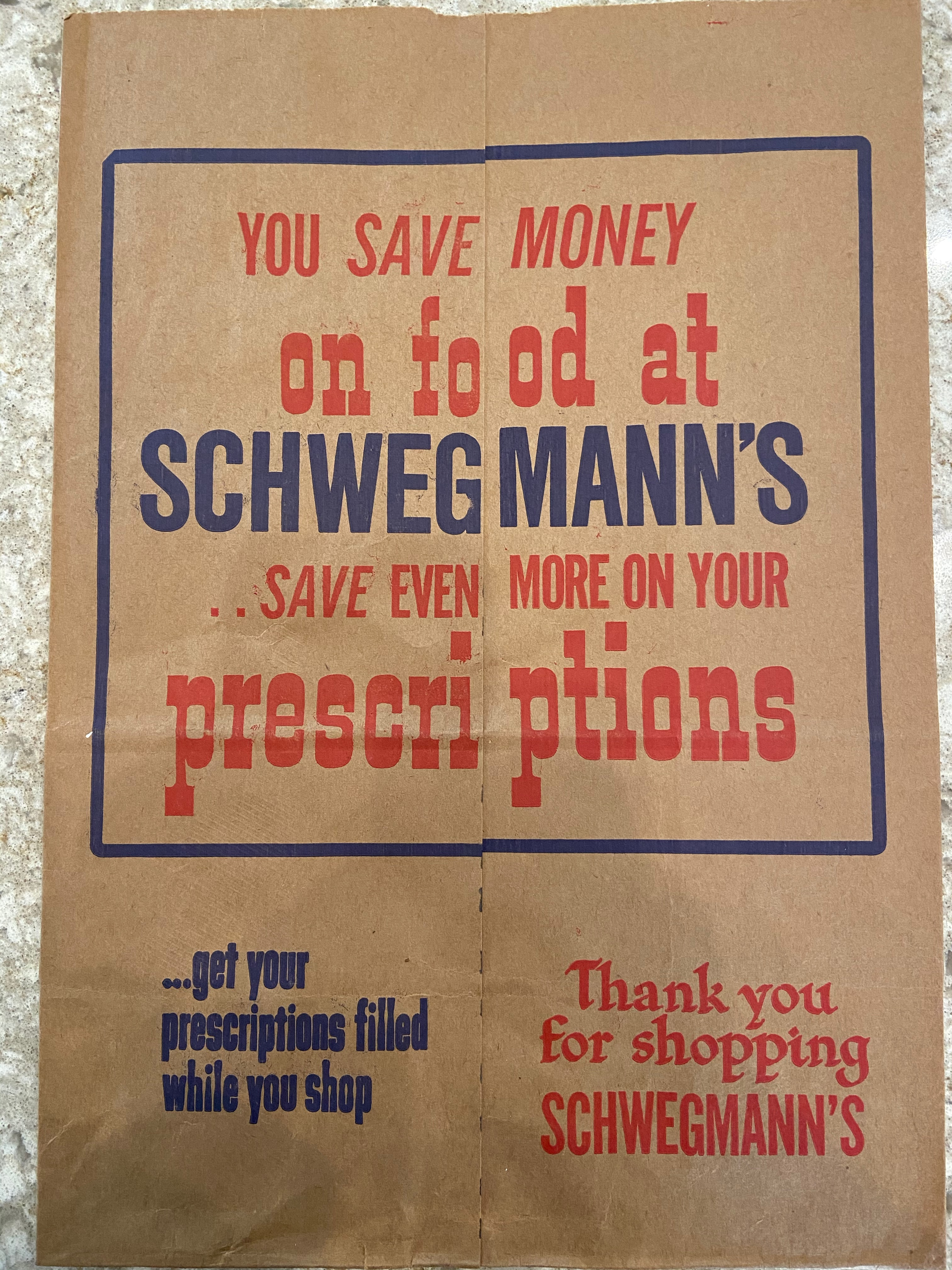
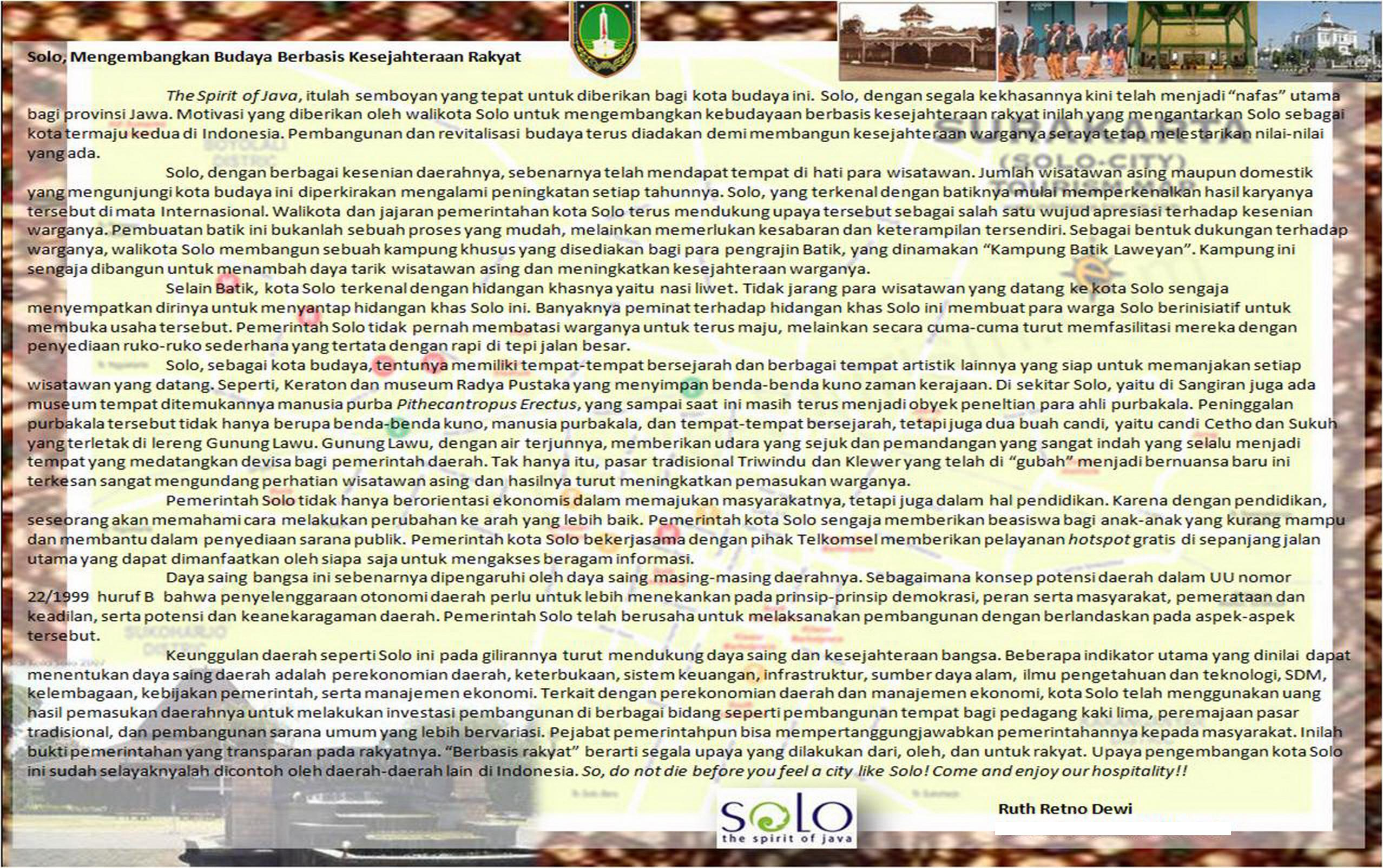
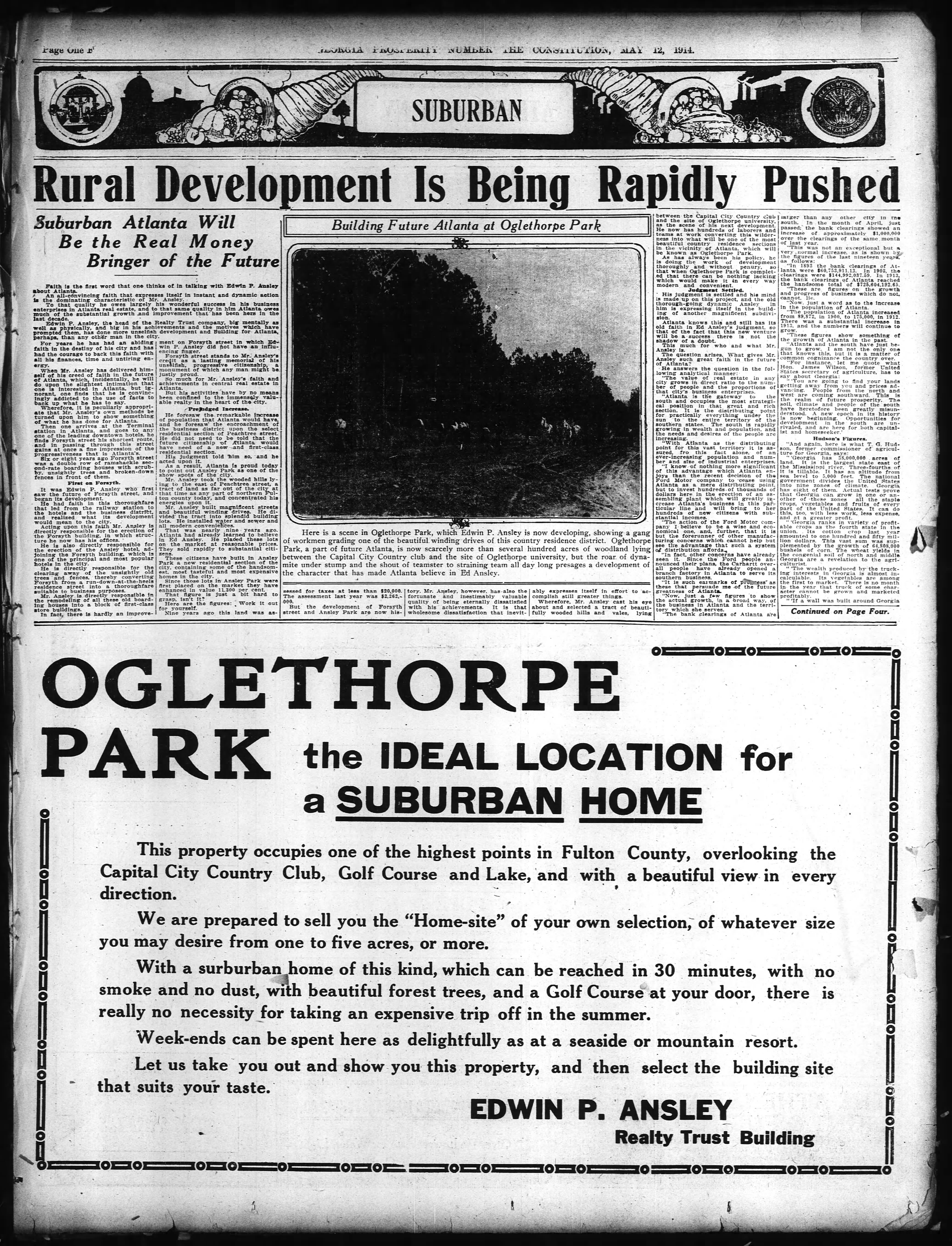